# Krasna (rejon tarnopolski)
Krasna (ukr. Красна) – wieś na Ukrainie w rejonie tarnopolskim należącym do obwodu tarnopolskiego.
Do 2020 w rejonie zborowskim.